# Shermine Sharivar
Shermine Shahrivar, född 1982 i Iran, är en tysk-iransk modell. Hon vann skönhetstävlingen Miss Europe 2005 för Tyskland.